# Anthony de Jasay
Anthony de Jasay (15 de octubre de 1925-23 de enero de 2019) fue un economista y filósofo político liberal húngaro. Es conocido por su pensamiento antiestatista elaborado desde los principios y la tradición del liberalismo clásico pero a la vez crítico de las teorías del Estado y las formas de gobierno republicanas y democráticas históricamente asociadas a esta corriente.

## Vida y pensamiento
Nació en Aba, en Hungría (la ortografía original de su apellido es Jaszay). Se educó en Székesfehérvár y Budapest, obteniendo un grado en agricultura. En 1947-48 trabajó como periodista independiente, actividad que lo obligó a huir del país en 1948. Después de dos años en Austria emigró a Australia en 1950 y realizó a tiempo parcial el Curso en Economía en la 
Universidad de Australia Occidental. Con la obtención de una beca Hackett, se fue a Oxford en 1955 y fue elegido miembro investigador de Nuffield College, donde permaneció hasta 1962, publicó documentos en el Economic Journal, el Journal of Political Economy y otras revistas. En 1962 se trasladó a París y trabajó allí como banquero, primero en un puesto ejecutivo y, a continuación, por su propia cuenta, hasta 1979, haciendo inversión en negocios de varios países de Europa y los Estados Unidos. En 1979, se retiró a la costa normanda, donde vivió hasta su muerte. Tuvo una esposa y tres hijos.
En su pensamiento, aunque su interés inicial y formación fue en economía, luego se pasó hacia la filosofía política, y sus escritos se basan en ambos. A través del liberalismo clásico, el criticismo, el análisis económico del derecho y la teoría de la elección pública llegó, de manera independiente, a las mismas conclusiones del anarcocapitalismo a través de su concepto de anarquía ordenada.

## Libros
Ha publicado seis libros, varios de los cuales han sido traducidos en un total de seis idiomas, así como numerosos artículos, principalmente en inglés, pero también en francés y alemán.
- The State. 1985 (online). Traducciones; -español: El Estado. La lógica del poder político. Madrid 1993; -francés: L Etat, la logique du pouvoir politique. Paris 1994; -húngaro en 2002.
- Social Contract, Free Ride: A Study of Public Goods Problem. 1989.
- Choice, Contract, Consent: a Restatement of Liberalism. 1991. En alemán: Liberalismus. 1995; -en chino 1997.
- Before resorting to Politics. 1996
- Against Politics: on Government, Anarchy and Order. 1997
- Justice and its Surroundings. 2002